# Oligarchie russe

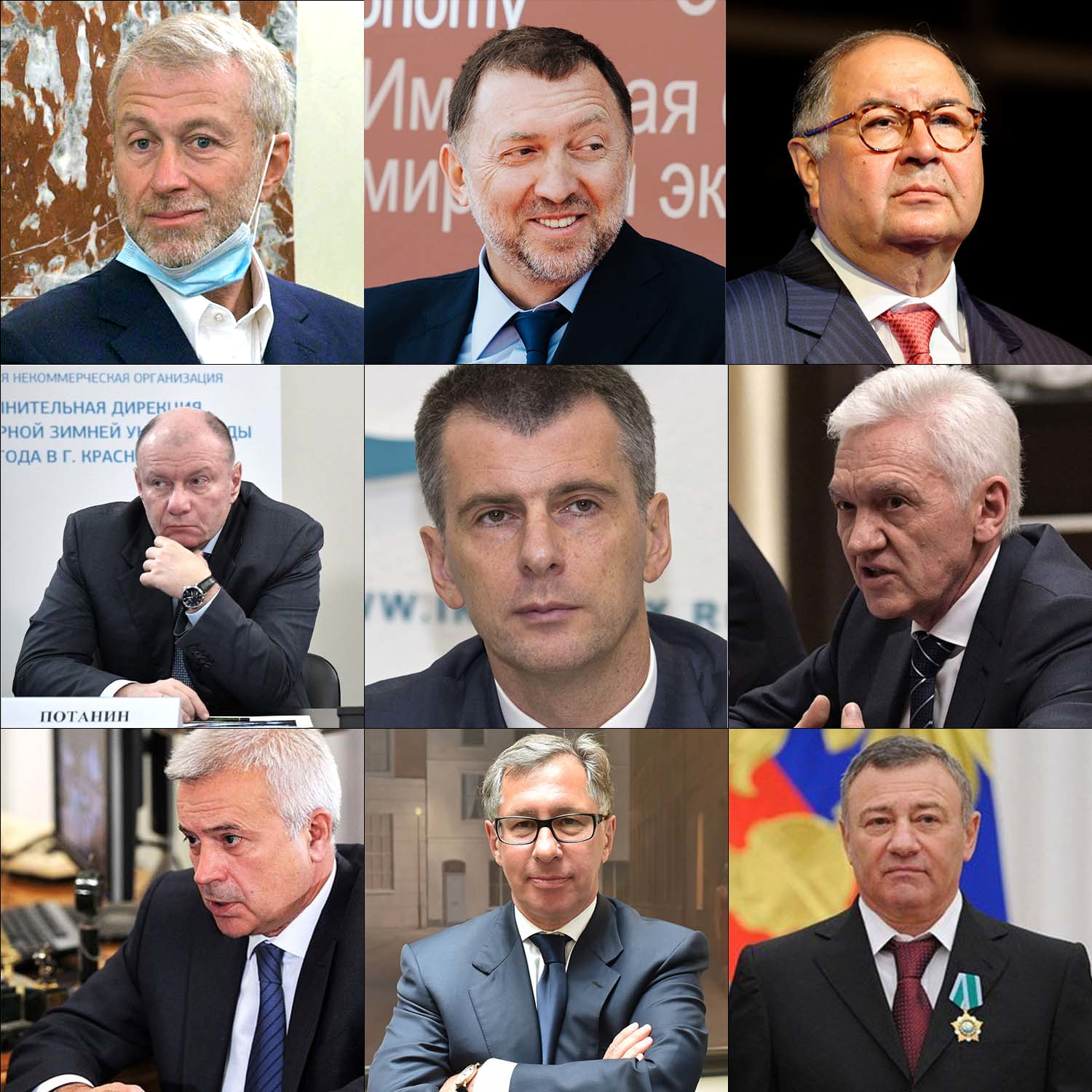
Personnalités russes souvent considérées comme des oligarques.

L'oligarchie russe regroupe des personnalités de premier plan du monde russe des affaires, appelées oligarques (en russe : олигархи , romanisé : oligarkhi), en lien avec le pouvoir politique des anciennes républiques soviétiques qui se sont rapidement enrichies dans les années 1990 via les privatisations qui ont suivi la dissolution de l'Union soviétique. Un terme associé et complémentaire, mais qui n'est pas réservé aux personnalités de premier plan, est celui de Нувори́ш qui vient du français « nouveaux riches » que l'on appelle aussi en Russie « Nouveaux Russes ». L'historien Edward L. Keenan compare ces oligarques au système féodal des boyards puissants qui a émergé à la fin du Moyen Âge dans la grande-principauté de Moscou.
Il est à noter que ce terme est un usage impropre du mot oligarchie (Les anglo-saxons utilisent le terme de « business oligarchs »), dans la mesure où il ne s'agit pas de personnes occupant effectivement les rouages du pouvoir actuel, mais d'hommes d'affaires importants qui historiquement, étaient des dignitaires de l'époque du communisme qui se sont reconvertis lors de l'effondrement de l'URSS mais dont une partie a été purgés par le Kremlin sous Vladimir Poutine.
Depuis la transition de l'économie russe vers l'économie de marché, avec notamment les privatisations pendant les deux mandats du président Boris Eltsine, les termes « oligarque » et « oligarchie » (en russe : олигарх, олигархия) se sont substitués à ceux d’apparatchik et de nomenklatura (аппаратчик, номенклату́ра) employés à l'époque soviétique.
Le terme est généralement employé dans la presse occidentale pour décrire les hommes d'affaires russes. D'après une étude du journaliste Alan Macleod au sujet de son emploi par le New York Times, CNN et Fox News, 98 % des mentions de pays liés aux oligarques se rapportaient à la Russie (très majoritairement) ou à des pays de l'ex-Union soviétique, les hommes d'affaires américains ou européens n'étant que très rarement qualifiés d'oligarques.

## Étymologie
Le terme oligarque est emprunté au grec ancien ὀλιγάρχης, oligarkhês, de même sens, lui-même composé à l’aide de oligos, « peu nombreux », et arkhê, « commandement ».

## Histoire
En 2013, le Crédit Suisse estime que 110 personnes détiennent 35 % de la richesse privée de la Russie, soit 263 milliards de livres sterling sur 750 milliards, ce qui représente « un degré d'inégalité qui ne se retrouve dans aucune autre nation digne de ce nom (l'exception étant quelques îles des Caraïbes servant de refuges à des milliardaires) ».
Certains oligarques tels que Vladimir Potanine et Mikhail Fridman ont réussi à conserver leur fortune lors du passage de l'ère Eltsine à l'ère Poutine, tout en préservant leur influence. Selon The Guardian, les autres ont été « purgés par le Kremlin » et sont en cours de remplacement par une nouvelle génération, plus fidèle au pouvoir.

### Liste des principaux oligarques
Cette liste comprend des personnes généralement considérées comme des oligarques russes :
- Roman Abramovitch, 124e fortune mondiale; ancien président du club de football de Chelsea ; propriétaire du château de la Croë au cap d'Antibes;
- Alexander Abromov ; dirigeant de Evraz (8 milliards de dollars, acier)[5]
- Vaguit Alekperov ; 10e fortune russe; 66e fortune mondiale (25 milliards de dollars, pétrole); ex-PDG de Lukoil
- Roman Avdeïev ;
- Piotr Aven (5,3 milliards de dollars (Forbes 2021), pétrole, banque et télécoms); associé de Mikhail Fridman[6]
- Elena Batourina ;
- Boris Berezovski, protégé par le Royaume-Uni et décédé en 2013, et dont la Russie demandait depuis plusieurs années l'extradition pour divers crimes et délits présumés, dont « vol à grande échelle » des avoirs d'Aeroflot, dont il était le président ;
- Alexandre Chokhine, président de l’Union russe des industriels et des entrepreneurs ;
- Oleg Deripaska; ancien président de Rusal (Aluminium)[7] ;
- Mikhaïl Fridman  (15,5 milliards de dollars (Forbes 2021), énergie, banque, télécoms)[8] ;
- Arcadi Gaydamak (Armement), condamné en France en octobre 2009 ;
- Vladimir Goussinski ;
- Mikhaïl Goutseriev ;
- Vladimir Iakounine ; ancien président de la compagnie des Chemins de fer russes (2005-2015) ;
- Vladimir Ievtouchenkov ;
- Suleyman Kerimov[9];
- Igor Kesaev, entrepreneur du tabac ;
- German Khan[10].
- Mikhaïl Khodorkovski, ancien propriétaire de Ioukos, condamné en 2003 et emprisonné jusqu'en 2013 pour corruption et évasion fiscale de grande ampleur ;
- Iouri Kovaltchouk, homme d'affaires russe proche de Vladimir Poutine, membre de la coopérative Ozero en Carélie, réseau historique des amis de Vladimir Poutine ;
- Alexandre Lebedev (3,1 milliards de dollars (Forbes2021)) ancien officier du KGB à Londres, propriétaire de journaux, résident au Royaume-Uni ;
- Evgueni Lebedev, fils d'Alexandre Lebedev, patron de presse, ami personnel de Boris Johnson, Premier ministre britannique[11] ;
- Vladimir Lissine, dirigeant de NLMK (Combinat métallurgique de Novolipetsk);
- Iskandar Makhmudov, né en Ouzbékistan, président de la compagnie russe Ural Mining and Metallurgical Company (UMMC), propriétaire du Domaine des Pins à Soings-en-Sologne et d’un domaine de chasse de 500 hectares à Menars ; cité dans l'affaire Benalla en 2018[12] ;
- Vitali Malkine ;
- Konstantin Malofeïev, proche de Vladimir Poutine et des milieux conservateurs et religieux russes, acteur majeur du rapprochement entre la Russie et l'extrême droite européenne[13] ;
- Dmitri Mazepine, dirigeant du groupe Uralkali[14] ;
- Andreï Melnitchenko (17,9 milliards de $ (Forbes 2021)), multimilliardaire du charbon et de l'engrais, propriétaire du yacht « SY A » (ou White Pearl) ;
- Leonid Mikhelson (24,4 milliards de $ (Forbes 2021)), président de Novatek ;
- Alexeï Miller, PDG du groupe gazier Gazprom ;
- Alexeï Mordachov (29 milliards de dollars (Forbes 2021), acier et investissements) ;
- Alicher Ousmanov (18,4 milliards de dollars (Forbes 2021), actif dans plusieurs secteurs); origine ouzbèke, façade supposée de Vladimir Poutine dans le monde des affaires[15] ;
- Sergueï Pougatchev, propriétaire de Hédiard et du château de Gairaut (officiellement saisi par la justice depuis février 2012)[16] à Nice ;
- Vladimir Potanine (27 milliards de dollars (Forbes 2021) gagnés dans les secteurs de la finance et de l'exploitation minière, PDG d'Interros[17], ères Eltsine et Poutine) ;
- Evgueni Prigojine, fondateur du Groupe Wagner et de l'Internet Research Agency ;
- Mikhaïl Prokhorov, président de Onexim Group ;
- Viktor Rachnikov (en), magnat de l'acier, Combinat métallurgique de Magnitogorsk ou MMK, propriétaire de la villa Nellcote
- Arkadi Rotenberg, (2,9 milliards de dollars (Forbes 2021), construction, gazoduc, banque), sanctionné par les États-Unis, ami d’enfance de Vladimir Poutine, principal artisan du pont de Crimée ;
- Boris Rotenberg et Igor Rotenberg ; proches de Vladimir Poutine sanctionnés par les États-Unis[18] ;
- Dmitri Rybolovlev ; président de Uralkali; président du club de football de l’AS Monaco ;
- Nikolaï Sarkisov; cofondateur de la société d'assurance RESO-Garantia;
- Yuri Schefler; propriétaire de la société Stolitchnaïa, leader mondial de la fabrication et de la commercialisation de vodka russe.
- Igor Setchine ; président du conseil d'administration de la compagnie pétrolière Rosneft ;
- Alexandre Smolenski ;
- Sergueï Tchemezov, patron de Rostec ;
- Mikhaïl Tchernoï ;
- Anatoli Tchoubaïs ;
- Guennadi Timtchenko: 22 milliards de $ (Forbes 2021), sixième fortune de Russie, actif dans le gaz russe. Partenaire de Vladimir Poutine dans la « coopérative Ozero » en Carélie, réseau historique des amis de Vladimir Poutine[19]. Nommé chevalier de la Légion d'honneur en 2013 pour son rôle dans l'entrée du groupe Total Energies au capital du gazier russe Novatek[15] ;
- Oleg Tinkov ; fondateur de la brasserie Tinkoff et de la banque en ligne Tinkoff Credit Systems ;
- Nikolaï Tokarev (en), président de Transneft ;
- Viktor Vekselberg, propriétaire et dirigeant du groupe russe Renova ;
- Vladimir Vinogradov ; créateur de la banque Inkombank dans les années 1980, un temps première banque privée de Russie, mais qui fait faillite en raison de la crise économique en 1998[20],[21]. Il meurt en 2008 d'un AVC.

## En Russie

### Sous Boris Eltsine
À la suite de disparition de L'URSS, la fédération de Russie axe sa politique sur la libéralisation de l’économie en procédant à des privatisations.  massives. Cette politique menée sous la présidence de Boris Eltsine a  fait émergé les nouveaux riches russes : les oligarques. Ceux-ci ont acquis par leurs puissances financières un rôle particulier dans le système de représentation des intérêts, propre à influencer la sphère économique, puis la vie politique. Ils mettent en œuvre la « capture de l'État », processus d’appropriation privée de l’État permettant de définir les règles,  le droit, et les lois à leurs avantages au détriment de l'intérêt général.
L'administration de Boris Eltsine est à l'origine de cette periode de laisser-faire qui a mené à la création de cette oligarchie.  En retour de cette complicité il obtient leur soutien politique en particulier celui des sept banquiers.
Les grandes entreprises privatisés lors des mises aux enchères de 1993, comprenaient celles de « l’industrie des hydrocarbures et du gaz (Yukos, Lukoil, Surgutneftegas, Sibneft ou encore Sidanko [...] inclus dans TNK-BP), l’industrie minière ([dont] GMK Norilsk Nickel) et sidérurgique [dont] le combinat métallurgique de Novolipetsk (NLMK) ou Mechel ».
Des magnats russes auraient passé, lors du Forum économique mondial à Davos au début de l’année 1996, un accord de financement destiné à relancer la campagne du Président russe Boris Eltsine
En 1996, Boris Berezovsky est nommé secrétaire adjoint du Conseil de sécurité de Russie.
À la suite de la crise financière russe de 1998, les oligarques parviennent à prendre le contrôle de la formation et du fonctionnement du gouvernement russe.

### Sous Vladimir Poutine
À l’arrivée au pouvoir de Vladimir Poutine, l’État s’impose de nouveau comme acteur économique principal en revenant sur les évolutions de libération économiques de la présidence précédente. Cette nouvelle politique porte l’État aux commandes. 
Vladimir Poutine affiche de façon déterminée son objectif d'instaurer la « dictature de la loi » et de lutter contre la mafia para-étatique et des oligarques industriels et financiers, dont la mainmise sur l'économie russe devenait une préoccupation majeure de la population,  Ainsi, plusieurs des oligarques qui avaient alors accaparé les ressources et le patrimoine industriel en profitant des lacunes du droit des affaires en transition sont mis au pas ou poursuivis par la justice (par exemple le banquier Sergueï Mavrodi).
On note par exemple le cas de Mikhaïl Khodorkovski, ex-patron du groupe pétrolier Ioukos, condamné à huit ans de prison pour escroquerie et évasion fiscale à grande échelle, emprisonné en Sibérie. Le groupe Ioukos est issu de l'époque soviétique. Il est acquis dans des conditions douteuses par Khodorkovski au milieu des années 1990, pour 309 millions de dollars seulement, dans le cadre de privatisations qualifiées de « hold-up du siècle ». À la suite de l'acquisition de l'entreprise Sibneft, Ioukos devient en 2003 la première compagnie pétrolière de Russie et la quatrième au niveau international. Il semble que ce soit le projet de céder le groupe Ioukos à un groupe pétrolier nord-américain pour 40 milliards de dollars qui ait déclenché la campagne dirigée contre Khodorkovski. Des négociations étaient en cours avec ExxonMobil et Chevron-Texaco dans la perspective d'une fusion partielle avec Youkos-Sibneft et il semble que Khodorkovski ait également noué des contacts avec Halliburton, l'entreprise énergétique dirigée par Dick Cheney jusqu'en 2000. D'après l'agence Vedomosti, des observateurs considèrent que Poutine pourrait voir en la personne de Mikhaïl Khodorkovski un adversaire politique : « Les autorités craignent une mise en liberté anticipée de M. Khodorkovski, une aggravation de la situation politique intérieure à l'approche des élections et, bien entendu, une multiplication des procès à l'étranger », ajoute le vice-président de l'Union russe des industriels et des entrepreneurs, Igor Iourguens. La très faible popularité de Khodorkovski et de ses amis politiques en Russie est néanmoins peu susceptible de faire d'eux des concurrents politiques sérieux.
Quelques oligarques accusés de crimes et délits, tant économiques que pénaux se sont soustraits à la justice en s'enfuyant à l'étranger, tels Boris Berezovski ou Vladimir Goussinski, dont le Parquet général de Russie demande l'extradition pour des cas avérés de fraudes et d'évasions fiscales. D'autres se sont rapprochés du pouvoir et ont obtenu des postes au sein de structures étatiques, en contrepartie de la mise au service du pays de leurs fortunes (souvent acquises dans des conditions aussi douteuses que celle de Khodorkovski). Ce fut le cas de Roman Abramovitch, d'Anatoli Tchoubaïs, de Roman Avdeïev ou de Vladimir Potanine. Enfin, d'autres semblent jouir d'une certaine impunité, tel Pavel Fedoulev qui, en septembre 2000, s'est emparé du combinat métallurgique d'Ouralkhimmach, avec l'aide des OMON (les forces spéciales du ministère de l'Intérieur). La longue série de privatisations contestées dans l'industrie métallurgique russe, commencée en 1991, continue sous le gouvernement du président Poutine.
Au bout du compte, si la Russie s'est relevée économiquement et si la législation, la réglementation financière et économique ont fait des progrès notables, Vladimir Poutine n'a pas éradiqué la corruption étatique, un phénomène qui avait pris une ampleur importante avant même la dissolution de l'Union soviétique. Cette nation passe selon l'indice de perception de la corruption du 79e rang sur 91 en 2001 au 143e rang sur 179 pays en 2007. 
l’État est redevenu un acteur majeur de la sphère économique (secteur public, agences économiques d’État) formant un « capitalisme d’État » via l’acquisition ou la nationalisation des biens économiques les plus lucratifs.
Il n'a pas non plus développé réellement un État de droit au sens hégélien comme on l'entend en Europe de l'Ouest (du temps de l'Union soviétique, la notion d'État se confond avec l'existence du Parti unique). Il n'a, par contre, pas totalement remis en question le formalisme démocratique et parlementaire du régime, ainsi que la constitution, en dehors de la limitation à deux mandats de la présidence qui l’avantage personnellement.
L'évincement des oligarques des médias qu'ils possédaient (Berezovski, Goussinski et quelques autres) a renforcé le contrôle de l'État sur l'information de masse et a induit une censure de fait nuisible au pluralisme politique en Russie. Toutefois, à côté d'un large soutien de la population à la personne de Vladimir Poutine et malgré une omniprésence de l'appareil médiatique para-étatique, il existe en Russie des opposants déclarés à la politique présidentielle et une fraction des médias conserve un regard critique (y compris des médias comme Kommersant qui fait pourtant, aujourd'hui, partie de la galaxie Gazprom). L'internet russe reste très vivant et contestataire.

## Présence en Europe

### Belgique
Les oligarques russes ont des intérêts en Belgique représentant des milliards d’euros. Près de 10 milliards d’euros de comptes et de transactions ont été bloqués en mars 2022 dans le cadre des sanctions faisant suite à l'invasion de l'Ukraine en février 2022.

### Chypre
Le passeport doré (cession de la nationalité contre investissements) est pratiqué à Chypre aux bénéfices des oligarques russes, en particulier Oleg Deripaska (Rusal) (proche de Vladimir Poutine, chypriote depuis 2017), Vladimir Stolyarenko et Alexandre Bondarenko (ex-membres du conseil d’administration d’Evrofinance Mosnarbank). En 2020, Chypre projette de déchoir de la nationalité chypriote 26 riches investisseurs étrangers suspects.

### France
Les oligarques Arcadi Gaydamak, Oleg Deripaska (Rusal) et Iskandar Makhmudov ont été cités dans des affaires politico-financières en France.
Plusieurs hommes ou femmes politiques français sont ou ont été proches des milieux d'affaires russes : 
- François Fillon : En juillet 2021, François Fillon rejoint le conseil d'administration du groupe pétrolier public russe Zaroubejneft (en)[30]. En décembre 2021, il est nommé administrateur indépendant au conseil d'administration de la société Sibur, géant de la pétrochimie russe contrôlé par des oligarques proches de Vladimir Poutine[31] et d'anciens du FSB[32],[33]. En mars 2022, suite à l'invasion de l'Ukraine par la Russie, il démissionne de ce poste.

### Luxembourg
Un tiers des plus riches oligarques russes ont des sociétés de droit luxembourgeois. Douze oligarques russes (actifs mondiaux: 140 milliards de dollars) sont les bénéficiaires effectifs de 90 sociétés luxembourgeoises. Ils représentent environ un tiers de la liste Forbes 2021 des 40 plus riches milliardaires russes en matière de richesse et d’actifs. Ces 12 oligarques russes ayant la propriété effective de sociétés au Luxembourg sont: Roman Abramovitch, Petr Aven, Mikhaïl Fridman, German Khan, Viatscheslav Kantor, Alexei Kuzmichev, Andrey Melnichenko, Alexei Mordashov, Andrey Skoch, Alisher Usmanov, Viktor Vekselberg et Vladimir Yevtushenkov.
Plusieurs d'entre eux, comme Mikhail Fridman et Alexei Mordashov, sont soumis aux sanctions de l’Union Européenne suite à l'invasion de l'Ukraine en février 2022.

### Royaume-Uni
Le Parti conservateur britannique a bénéficié de donations des milliardaires russes installés à Londres depuis le début des années 1990. Depuis juillet 2019, le parti conservateur a bénéficié de 2 millions de livres sterling (2,42 millions d’euros) de donations d'oligarques russes. Les principaux donateurs sont Lubov Chernukhin (mariée à un ancien ministre adjoint des finances russe), Alexander Temerko (armement et énergie).
Boris Johnson est un ami personnel de Evgeny Lebedev, fils de l’ex-officier du KGB Alexandre Lebedev et propriétaire du journal conservateur Evening Standard. Boris Johnson a soutenu et recommandé Evgeni Lebedev pour son entrée à la Chambre des lords fin 2020 avec le titre de « Lord Baron Lebedev of Hampton and Siberia », malgré les reserves de sécurité nationale du comité des nominations de la Chambre des lords.
Pour le Parti travailliste britannique, Peter Mandelson, ex-ministre de Tony Blair, est également un proche de Evgeni Lebedev.

## Présence au Moyen-Orient

### Émirats arabes unis
Depuis l'invasion de l'Ukraine en 2022, leur présence est renforcée à Dubaï.
En mars 2022, puis à nouveau en juin 2022, Madame Gu, un superyacht de 99 mètres, appartenant au milliardaire russe Andreï Skotch, sanctionné par l'Union européenne et la Grande-Bretagne, est repéré à Port Rashid à Dubaï. Selon le yacht charter fleet, Quantum Blue, un autre navire de luxe appartenant au magnat de la vente au détail russe Sergueï Galitski a également été amarré au port de Dubaï.
Dubaï annonce avoir repéré plusieurs yachts et avions liés aux personnalités russes sous sanctions en 2022. Le quotidien Financial Times rapporte ainsi que les Émirats arabes unis n'imposent aucune sanction à la Russie, les représentants du gouvernement déclarant aux alliés occidentaux que les entités et les particuliers sanctionnés ne sont pas autorisés à faire des affaires dans l'émirat. Les militants et les membres du Parlement européen réclament de fait que les Émirats soient placés sur liste noire en raison de leur rôle dans la facilitation du blanchiment de l'argent sale de la Russie.
En octobre 2022, propriétaire du Manchester City Football Club, Cheikh Mansour ben Zayad Al Nahyane, a été accusé d'avoir aidé à permettre aux riches Russes d'échapper aux sanctions en déplaçant leurs actifs, y compris les superyachts et les jets privés, vers les Émirats. En mars 2023, le gouvernement américain a demandé à enquêter sur la question urgente par les avocats britanniques Rhys Davies et Ben Keith au nom d'un militant ukrainien des droits de l'homme.
Reuters a rapporté que les ÉAU sont devenus un facilitateur important pour les expéditions d'or russes depuis que les sanctions occidentales au cours de la guerre en Ukraine ont bloqué les routes d'exportation plus traditionnelles de la Russie. Selon les dossiers de douanes russes, suivant 1,3 tonne en 2021, les ÉAU ont acheté 75,7 tonnes d'or russe d'une valeur de 4,3 milliards de dollars en 2022. Le comité d'or du gouvernement des ÉAU a déclaré que «Les Émirats arabes unis continueront à échanger ouvertement et honnêtement, avec ses partenaires internationaux, en conformité avec toutes les normes internationales actuelles comme fixées par les Nations Unies .»

## Conséquences la guerre russo-ukrainienne

### Sanctions
À la suite de l'invasion de l'Ukraine par la Russie en 2022, des sanctions touchent les oligarques russes depuis février 2022 : saisie des avoirs financiers, saisies immobilières, saisies de yachts. Cependant, différentes stratégies sont utilisées pour contourner ces sanctions, dont le rapatriement préventif des avoirs financiers et des yachts en Russie, ou la dissimulation d'actifs. Daria Kaleniuk, journaliste et activiste ukrainienne, questionne alors le Premier ministre britannique Boris Johnson sur le fait que certains oligarques russes habitant à Londres ne sont pas visés par des sanctions,.

#### Saisie de yachts
- Le yacht « Ragnar » de Vladimir Strzhalkovsky s'est vu bloqué au port de Narvik en Norvège, aucun vendeur de diesel n'acceptant de lui vendre du carburant[47].
- Le yacht « Amore vero » d'Igor Setchine est saisi à La Ciotat en mars 2022[48].

### Morts brutales d'oligarques russes en 2022
En 2022, l'invasion de l'Ukraine par la Russie et la crise diplomatique qui l'a précédée sont marquées par des décès soudains et violents d'oligarques russes, liés au pouvoir ou aux plus grandes compagnies du pays. Dans le contexte de la guerre en Ukraine, la concomitance de ces décès brutaux conduit certains médias à s'interroger sur un possible lien avec les services secrets russes,,,,.
| | Date                    | Lieu                                                    | Autres personnes mortes en même temps                                                                                                  | Causes et circonstances apparentes des décès |
| Leonid Schulman (60 ans) chef du service des transports de Gazprom                                             | 30 janvier 2022         | Près de Saint-Petersbourg                               | Seul | Mort dans sa salle de bains, dans une mare de sang. Une note indiquant le suicide est retrouvée mais le poignard semble loin du corps. |
| Alexander Tyulyakov (61 ans) directeur général adjoint de la trésorerie de Gazprom                             | vers le 25 février 2022 | près de Saint-Petersbourg                               | Seul | Pendu dans son garage, mais probablement battu à mort avant la pendaison, d'après l'enquête |
| Mikhail Watford (66 ans) magnat du pétrole                                                                     | 28 février 2022         | Wentworth Estate, Surrey, Grande-Bretagne               | Seul | Pendu dans son garage |
| Vasily Melnikov (43 ans) patron d'une firme pharmaceutique                                                     | vers le 23 mars 2022    | Nijni Novgorod                                          | Sa femme et ses 2 enfants en bas âge                                                                                                   | Sa femme et ses enfants sont poignardés. Il laisse un message laissant présumer le suicide |
| Sergey Protosenya (55 ans) ancien vice-président de Novatek                                                    | 19 avril 2022           | Dans la résidence familiale de Lloret de Mar en Espagne | Sa femme Natalya et sa fille Maria | L'homme est retrouvé pendu et sa femme et sa fille tuées à la hache. |
| Vladislav Avaev (51 ans) ancien vice-président de Gazprombank                                                  | autour du 20 avril 2022 | Moscou                                                  | Sa femme (enceinte) et sa fille | Tirs d'arme de poing |
| Alexander Subbotin (43 ans) ancien dirigeant de Lukoil                                                         | 12 mai 2022             | Moscou                                                  | Seul | Crise cardiaque (d'après les enquêteurs). La veille, il aurait participé à une séance de chamanisme et aurait subi des incisions et l'utilisation de venin de crapaud. |
| Yuri Voronov (61 ans) Dirigeant de Astra Shipping, partenaire de Gazprom                                       | 4 juillet 2022          | Saint-Petersbourg (Vyborgsky)                           | Seul | Retrouvé mort d'une balle dans la tête, un pistolet est retrouvé dans sa piscine |
| Dan Rapoport (en) (52 ans) Homme d’affaires                                                                    | 14 août 2022            | Washington                                              | Seul | Mort, le plus probablement d'une chute dans son appartement |
| Ravil Maganov (67 ans) Président de Lukoil ; il a critiqué la guerre en Ukraine quelques mois avant            | 1er septembre 2022      | Hôpital central clinique de Moscou                      | Seul | Hospitalisé pour des problèmes cardiaques et une dépression, puis « tombé d'une fenêtre », selon l'hôpital. |
| Ivan Pechorin (39 ans) Directeur général de la Far East and Arctic Development Corporation (KRDV)              | 12 septembre 2022       | Mer du Japon                                            | | Chute de son bateau |
| Anatoly Geraschenko (73 ans) Ancien recteur de l'Institut d'aviation de Moscou                                 | 21 septembre 2022       | Océan Arctique                                          | | Chute de son bateau |
| Vyacheslav Taran (53 ans) Homme d'affaires ayant fait fortune dans les cryptomonnaies                          | 25 novembre 2022        | Villefranche-sur-Mer (près de Monaco)                   | | Accident d'hélicoptère. Le passager qu'il avait prévu d'emmener aurait cependant annulé sa participation au dernier moment. |
| Dmitry Zelenov (50 ans) Ancien propriétaire du promoteur immobilier russe Don-Stroy                            | 9 décembre 2022         | Antibes                                                 | | Chute dans son escalier suivie d'une chute depuis une balustrade |
| Vladimir Budanov                                                                                               | 22 décembre 2022        | Rayagada, dans l’État d’Odisha, Inde                    | | Crise cardiaque. Elle serait due à une consommation d'alcool trop importante ce jour-là. |
| Pavel Antov (en) (65 ans) Propriétaire d'une charcuterie industrielle et élu du parti présidentiel Russie unie | 24 décembre 2022        | Rayagada, dans l’État d’Odisha, Inde                    | Vladimir Budanov, même lieu, 22 décembre 2022                                                                                          | Chute d'une chambre d'hôtel au 3e étage, suicide selon la police indienne |
| Evgueni Prigojine                                                                                              | 23 août 2023            | Koujenkino, oblast de Tver                              | Dmitri Outkine, cinq autres membres importants du groupe Wagner et trois membres d'équipage, selon l'agence russe du transport aérien. | Mort dans un crash d'avion avec une dizaine de proches, dont son adjoint Dmitri Outkine. La cause du crash reste mystérieuse. La majorité des médias et observateurs occidentaux accréditent cependant la thèse selon laquelle l'avion aurait été abattu sur ordre de Vladimir Poutine. |

### Fuites d'oligarques russes
Cherchant à fuir la guerre ou les sanctions économiques, plusieurs oligarques russes partent pour l'étranger et cherchent à faire oublier leurs connexions passées avec la Russie. Ainsi, Kyiv Post note que Arkadi Voloj, Dmitry Pumpyansky (en) et Alexandre Mamut suppriment sur Wikipédia des éléments de leurs biographies pour nier leurs passés ou nationalités russes.